# Покровка (Челябинская область)
Покро́вка — деревня в Саткинском районе Челябинской области России. Входит в состав Сулеинского городского поселения.  
Находится на границе Челябинской области и Башкортостана. 
Рядом расположен остановочный пункт 1856 км Южно-Уральской железной дороги на историческом ходе Транссиба.

## Население
| 2002 | 2010 | 2011 | 2012 | 2013 | 2014 | 2015 |
| ---- | ---- | ---- | ---- | ---- | ---- | ---- |
| 12   | →12  | ↘11  | →11  | ↗12  | ↗13  | ↗16  |
| 2016 | 2017 | 2021 |      |      |      |      |
| ↘14  | →14  | ↘13  |      |      |      |      |

По данным Всероссийской переписи, в 2010 году численность населения деревни составляла 12 человек (6 мужчин и 6 женщин).

## Уличная сеть
Уличная сеть деревни состоит из 6 улиц.